# Eleição
Eleição é todo processo pelo qual um grupo designa um ou mais de um de seus integrantes para ocupar um cargo por meio de votação. Na democracia representativa, é o processo que consiste na escolha de determinados indivíduos para exercerem o poder soberano, concedido pelo povo através do voto, devendo estes, assim, exercerem o papel de representantes da nação. A eleição pode se processar com o voto de toda a comunidade (sufrágio universal) ou de apenas uma parcela da comunidade, isto é, grupos restritos de pessoas que preencham certos requisitos económicos, sociais e culturais  (sufrágio restrito). As pessoas com direito de voto (ou sufrágio) são os eleitores.

## Formas de eleição
O processo eleitoral, quer por sufrágio universal, quer por sufrágio restrito, pode ser basicamente dividido em dois modelos:

### Eleição direta
É aquela em que os candidatos a exercer mandatos políticos são eleitos diretamente pelo povo. Este é o modelo utilizado na democracia representativa.

### Eleição indireta
É aquela em que os candidatos a exercer mandatos políticos não são eleitos diretamente pelo povo, mas por um colégio eleitoral, composto por delegados escolhidos pelo povo, para que, em nome deste, elejam seus governantes.

#### No Brasil
No Brasil, conforme o art. 81, parágrafo 1º, da Constituição, "ocorrendo a vacância nos últimos dois anos do período presidencial, a eleição para ambos os cargos será feita trinta dias depois da última vaga, pelo Congresso Nacional, na forma da lei". A lei a que se refere a Constituição é a Lei nº 1.395/51, que estabelece o procedimento de eleição indireta do Presidente e Vice-Presidente da República, em seus artigos 1º a 6º.
Historicamente, esta forma de eleição foi utilizada no Brasil oito vezes.

#### Nos Estados Unidos da América
O sufrágio universal indireto é usado, por exemplo, nos Estados Unidos para escolha do Presidente e do Vice-Presidente da República, onde todos os eleitores individuais qualificados para tal elegem um colégio eleitoral, que por sua vez escolhem os dois cargos políticos em questão. Neste caso, os eleitores individuais participam ativamente mas indiretamente nas eleições.

#### Em Macau e em Hong Kong
Em Macau e em Hong Kong, que são duas cidades da República Popular da China, as eleições indiretas ainda são utilizadas para a escolha do Chefe do Executivo (Chefe do Governo) e de um número significativo de deputados à Assembleia Legislativa de Macau ou ao Conselho Legislativo de Hong Kong. Mais concretamente, o exercício do voto por sufrágio indireto origina 12 deputados num total de 33 (no caso de Macau); e 70 deputados num total de 90 (no caso de Hong Kong). Já o Chefe do Executivo é eleito por um comité ou comissão eleitoral (um tipo de colégio eleitoral), que é composto por 1500 membros (no caso de Hong Kong) e por 400 membros (no caso de Macau), maioritariamente eleitos por sufrágio indireto.
No caso de Macau, a grande maioria dos membros da "Comissão Eleitoral", habitualmente pertencentes à elite local, e uma parte dos deputados à Assembleia Legislativa são eleitos por pessoas colectivas (associações ou organizações representativas locais), devidamente registadas e recenseadas, que tenham sido reconhecidas como pertencentes aos respectivos sectores de interesses "há, pelo menos, quatro anos e tenham adquirido personalidade jurídica há, pelo menos, sete anos". Em 2021, por exemplo, para as eleições legislativas, a lei eleitoral considerou que cinco sectores eram importantes para a sociedade de Macau, sendo eles o sector dos interesses empresariais (comercial, industrial e financeiro), com 4 assentos parlamentares reservados; o sector dos interesses profissionais, com 3 assentos; o sector dos interesses laborais (ou do trabalho), com 2 assentos; o sector dos interesses culturais e desportivos, com 2 assentos; e o sector dos interesses educacionais e dos serviços sociais, com 1 assento.
Em 2021, estavam recenseados 323 907 eleitores individuais ou singulares para as eleições legislativas por sufrágio directo e 17 886 votantes em representação de 813 eleitores colectivos (pessoas colectivas) para as eleições legislativas por sufrágio indirecto.
Ou seja, no caso de Macau, o sufrágio indireto é essencialmente exercido por eleitores coletivos com personalidade jurídica. Nas eleições legislativas, cada eleitor coletivo (ou associação) "tem direito a um número máximo de 22 votos, os quais são exercidos por outros tantos votantes escolhidos de entre os membros dos respectivos órgãos de direcção ou de administração, que estejam em exercício na data da marcação das eleições" (Lei n.º 12/2012, artigo 22.º). Os residentes comuns com capacidade eleitoral (os eleitores individuais ou singulares) participam neste tipo de sufrágio de uma forma indireta, através da sua participação nas actividades associativas e nas eleições para a formação dos órgãos sociais de direcção e/ou de administração. Estes órgãos eleitos, por sua vez, votam nas eleições por sufrágio indireto, escolhendo membros da Comissão Eleitoral (para a eleição do Chefe do Executivo) e deputados à Assembleia Legislativa.

## Eleições no Brasil
No Brasil, apenas os nacionais e os brasileiros naturalizados podem participar das eleições que são obrigatórias para os maiores de 18 anos e menores de 70 anos. Podem, facultativamente, exercer o direito de voto os analfabetos, os maiores de 16 anos e menores de 18 anos, e os maiores de 70 anos. Pode haver segundo turno se o primeiro colocado não alcançar a maioria absoluta dos votos válidos (não computados os brancos e os nulos). Nas eleições municipais, não haverá segundo turno se a cidade tiver menos de 200 mil eleitores.
Em 1532, na cidade de São Vicente ocorreu a primeira eleição com voto popular das Américas, elegendo os primeiros vereadores.